# Gabriela A. Arciniegas
Gabriela A. Arciniegas (Bogotá, 26 de abril de 1975) es una novelista, poeta, cuentista y traductora colombiana radicada de 2001 hasta 2005 y de 2016 hasta 2024 en Chile. Actualmente vive en Bogotá, Colombia. Forma parte de la Generación 95 en poesía colombiana, y de la  Generación cero cero en narrativa latinoamericana. Reconocida por ser una mujer pionera en el campo del género de terror en Colombia, desde la publicación de su novela Rojo Sombra (2013). Desde muy joven mostró interés por las artes, especialmente por la pintura, la música, interés que se generó en su casa materna, donde creció, solitaria al ser hija única, y escuchando las discusiones  de su abuelo Germán Arciniegas con reconocidas personalidades de la intelectualidad colombiana e internacional. 
Vinculada con los encuentros de mujeres poetas del Museo Rayo. Hizo parte de la Generación del 95.  Fue  organizadora de los Encuentros Poéticos de Tenjo, Colombia (2008-2010) . Perteneció a la Comunidad del Megáfono, al Colectivo Infernal y al PEN de Colombia. Su obra está siendo estudiada en colegios colombianos así como en universidades norteamericanas e italianas, traducida al inglés, al italiano y al chino.

## Reseña biográfica
El 26 de abril de 1975, luego de una noche de luna llena, Gabriela Aurora María Santa Arciniegas nació en la clínica David Restrepo en Bogotá.
Hija única de la también poeta y traductora Aurora Arciniegas y de un padre ausente, Gabriela creció con su madre, su tía materna y sus abuelos maternos, Gabriela Vieira y Germán Arciniegas. Siendo una niña solitaria, introvertida, mostró interés por la escritura y las artes desde muy pequeña.  
Su primera incursión en el campo de las letras la hizo a los veinte años con el poemario Sol Menguante (1995), libro con que entró a formar parte de una efímera pero significativa agrupación, la "Generación del 95", de la que hizo parte Federico Diaz-granados entre otros. 
Se formó en ese género literario gracias a la tutela de poetas como Maruja Vieira, Marga López y Matilde Espinosa y a los encuentros de mujeres poetas del Museo Rayo. 
En el colegio, por ser retraída, obsesiva con la lectura  y desacostumbrada al trato con la gente de su edad, además del hecho de crecer sin un padre, es víctima de bullying por parte de sus compañeras en una época en que dicha conducta no se definía como tal y en la que, por el contrario, los mismos profesores participaban. Lo único que la animaba a levantarse todos los días era la escritura y el dibujo. A pesar de la situación su madre se niega a cambiarla de colegio y ella debe soportar los malos tratos hasta que se gradúa de secundaria.
En 1993, se gradúa del colegio, pasa seis meses estudiando pintura y dibujo y decide entrar en 1994 a estudiar Artes Plásticas en  la Universidad de los Andes. Se da cuenta durante el semestre de que es un error, y para  y el segundo semestre de ese mismo año se retira y entra a estudiar Literatura en la Pontificia Universidad Javeriana. En ese lapso se interesó por las mitologías, la cábala, y desarrolló una inquietud por la cosmogonía indígena del Vaupés colombiano, particularmente sobre el Yurupary, sobre la que finalmente  hizo su tesis de pregrado (1998). Intentó infructuosamente de publicarla. 
En 1999, luego de graduarse, muere su abuelo, el país cae en crisis y decide ir a probar fortuna a Chile, país que la acogió del 2001 al 2005, donde no tuvo muy buena suerte pero donde se dedicó a estudiar sobre culturas y filosofías orientales, a aprender Tai Chi y a leer el tarot. En ese lapso, la relación con su madre, tensa siempre, se rompe cuando esta se niega a apoyarla económicamente en su nueva patria y sólo se restablece en 2005 cuando Aurora accede pagarle un pasaje para regresar a su país natal.
Regresó a Colombia en 2005 a acompañar a su madre, cada vez más enferma. Mientras tanto, fungió como docente de literatura en la Universidad Jorge Tadeo Lozano y en la Universidad de la Sabana, con talleres de creación, seminarios sobre haiku y cursos sobre lenguaje y comunicación. Intentó publicar su primera novela, que aún permanece inédita, con Villegas Editores, quienes acceden, pero el día en que la novela entra a edición, carátula, diagramación e ilustraciones listas, el editor se retracta. Luego de darle largas por un par de semanas, le dice, sin mayor explicación, que no editará el libro.
En 2008, su madre murió de una hemorragia fulminante. En 2009, con el libro " Awaré ", construido con poemas dedicados a ese hecho doloroso, fue ganadora del concurso " Ediciones del Embalaje " del Museo Rayo.  Dicha muerte la marcó tanto que Gabriela decidió dejar la docencia y enfrentarse de lleno al oficio de escribir. 
En 2009 se casa con un brasilero, relación tortuosa y difícil pero que le deja como algo positivo el conocimiento de la lengua brasilera, de la literatura y de la música de ese país. Gracias a eso ha hecho algunas traducciones del portugués y ha escrito varios ensayos sobre Adriana Calcanhoto y sobre Clarice Lispector; está última es el centro de su proyecto de doctorado. 
En ese mismo año comienza una maestría en literatura en su alma mater y decide, como proyecto de tesis, hacerle un homenaje a su abuelo, emprendiendo una investigación sobre su primer libro, "El estudiante de la mesa redonda" y la relación con los movimientos estudiantiles de los años 20 en Latinoamérica. 
En 2010 trabajó para una empresa de la India organizando, acompañando y traduciendo viajes por el sur de dicho país y ahí fue como conoció de cerca la gastronomía, la arquitectura y las costumbres de una cultura que siempre la había inquietado e influido en su  filosofía y sus artes.
En 2012, se retira de la maestría y después de su divorcio, logra terminar su primera novela, "Rojo sombra", que será publicada en 2013. Se reincorpora a mitad de año a la academia para hacer su tesis, y en esa misma época con el editor de la "Gaceta Cariátide", hace una coedición de "El estudiante de la mesa redonda". El año 2013, entonces, es un año muy dinámico para la autora. Sale publicada su novela y al mismo tiempo sale reeditado "El estudiante..." Por Editorial Cariátide. Ambos libros son lanzados en Colombia y en México. En ese proceso, Gabriela es invitada a participar en una mesa en la Capilla Alfonsina sobre las relaciones México-Colombia. Ahí, las dos nietas, la de Alfonso Reyes (Alicia Reyes) y la de Germán Arciniegas, se conocen.  
Gabriela, luego de esta experiencia, regresa a Colombia y es convocada a participar en  un proyecto ganador de un premio Estímulos en la Biblioteca Nacional de Colombia para precatalogar una fracción del archivo documental del fondo Arciniegas y dentro de ese mismo año, presenta su tesis que resulta laureada. 
En 2014, Gabriela  fue invitada a la Fil de Oaxaca. Ese mismo año, conoció a los autores Álvaro Vanegas y Esteban Cruz Niño, escritores también de terror, con quienes escribió la antología "13 relatos infernales", que fue éxito total en la FilBo 2015.  
Respecto a su interés por la narrativa de terror, ha manifestado que nace de sus propias pesadillas que sufre desde pequeña. Y particularmente sobre su primera novela, Rojo Sombra, dice: "éste nació a los 12 años cuando se le ocurrió escribir sobre un vampiro" .  Es considerada como la Pionera de la literatura de terror en Colombia .
La vida la ha vuelto a llevar a Chile, donde reside, en Osorno, desde 2016, y realiza un doctorado en Ciencias Humanas en la Universidad Austral de Chile en Valdivia. Vivir allí ha hecho que Gabriela explore otros géneros literarios, como la novela histórica, lo que, en 2023, la llevó a publicar "Helena, la reina condenada" con el Fondo de Cultura Económica - Colombia, para hablar de las mujeres, la magia, el rito y la medicina en la era micénica; también ha incursionado en el guion de cine y televisión que le ha llevado a desarrollar algunos proyectos aún en proceso de desarrollo.

## Obra

### Participación en antologías
- Oscuro es el Canto de la Lluvia, Bogotá: Editorial Alianza Colombo-Francesa, 1997.
- Granos de Arena, Bogotá: Epsilon Editores, 1999.
- Cuentos cortos, Bogotá: El Tiempo y Panamericana, 2001.
- Ellas cuentan menos, Bogotá: Pluma de Mompox, 2011 (minicuento).
- Señales de Ruta, Bogotá: Arango Editores, 2012 (cuento corto).
- El Brasil de los Sueños, Bogotá: IBRACO (Instituto Brasil-Colombia) y la Embajada del Brasil, 2008.
- Alfabetos Narrativos, Bogotá: Editorial Caza de Libros y PEN Internacional/Colombia, 2013.
- Alfabetos Poéticos, Bogotá: Editorial Caza de Libros y PEN Internacional/Colombia, 2013.
- 13 Relatos Infernales, Bogotá: Collage Editores, 2015 (proyecto en conjunto con @alvaroescribe y @cruzescribiente).
- Cronómetros para el fin de los tiempos, Bogotá: Planeta, 2017.
- Aquelarre de cuentos, Madrid, España: Huso, 2021.
- Guayabas: Voci femminili dalla Colombia, Nápoles: Castelvecchio, 2020.
- Dismórfica, Lima: Pandemonium, 2020.
- Cuentos y relatos de la literatura colombiana, Tomo 2, Bogotá: Fondo de cultura Económica, 2022.
- Los días de la pandemia, Bogotá: Diana María Pachón, 2020.
- Contar la vida como contar los pasos, Bogotá: Sílaba editores, 2023.

### Obra personal

#### Poesía
- Sol Menguante, Bogotá: Famas y Cronopios, 1995.
- Awaré, Roldanillo: Ediciones Embalaje Museo Rayo, 2009.
- Lecciones de Vuelo, Nueva York: Artepoética press, 2016. 101 pp.

#### Novela
- Rojo Sombra, Bogotá: Laguna Libros, 2013.
- Amos del fuego, Nigredo, Lima: Pandemonium, 2021.
- Helena la reina condenada, tomo 1: El libro de los viajes, Bogotá: Fondo de Cultura Económica (Colombia), 2023.
- Helena la reina condenada, tomo 2: El libro de los ritos, Bogotá: Fondo de Cultura Económica (Colombia), 2023.
- Helena la reina condenada, tomo 3: El libro de las heridas, Bogotá: Fondo de Cultura Económica (Colombia), 2024.

#### Cuento
- Bestias, Bogotá: Laguna Libros, 2015.
- Cuentos del Café flor, Bogotá: editorial Sietegatos, 2018.
- Infestación, Santiago de Chile: Biblioteca de Chilenia, 2017.
- Las formas del aire, ficción cuántica, Bogotá: Editorial Cuatro ojos, 2019.

#### Crónica y artículos
- Nuestro racismo es una xenofobia con bumerán, Bogotá: El Tiempo, 2017.
- El gurú inesperado parte 1, Bogotá: Relatto, 2022.
- El gurú inesperado parte 2, Bogotá, Relatto, 2022.
- El gurú inesperado parte 3, Bogotá: Relatto, 2022.
- El gurú inesperado parte 4, Bogotá: Relatto, 2022.

### Traducciones
- Almeida de, C.M. No quiero usar gafas, Bogotá: talleres Rocca Ediciones, 2012.
- Almeida de, C.M. Donde viven las casas, Bogotá: Talleres Rocca Ediciones, 2012.
- Peixoto, L. todos los escritores del mundo tienen piojos en la cabeza, Bogotá: Sietegatos, 2022.

## Distinciones
- Awaré (poemario): Premio Ediciones embalaje (Museo Rayo, 2009).